# 栂野尾悅子
栂野尾悦子（日语：／ Toganoo Etsuko，1950年—），舊姓竹中（たけなか），日本前女子羽球運動員，以其一貫性和無動於衷的舉止而聞名。她在1970年代贏得了無數國際冠軍。她與同時代的湯木博惠和中山紀子（舊姓高木）一樣，是三位在著名的全英羽球錦標賽中贏過單、雙打冠軍的日本女性之一。她贏得1次單打冠（1970年）和4次雙打冠軍（1972年、1973年、1975年、1977年）。從1960年代中期到1980年代初期，這三人幫助日本主宰了優霸盃（女子世界團體賽）比賽。1977年，栂野尾悦子在第一屆IBF世界錦標賽上與植野惠美子搭檔奪得女子雙打冠軍。